# 145445 Le Floch
145445 Le Floch este o planetă minoră (asteroid) din centura de asteroizi. A fost descoperită pe 2 septembrie 2005 la Saint-Véran de observatoire de Saint-Véran⁠(d). 
Obiectul prezintă o orbită caracterizată de o semiaxă mare de 2,9274347061494 UAi, o excentricitate de 0,07, o înclinație de 3,3 ° în raport cu ecliptica.